# دوروتی هیل
دوروتی هیل (انگلیسی: Dorothy Hill; ۱۰ سپتامبر ۱۹۰۷ – ۲۳ آوریل ۱۹۹۷) دانشمند در زمینه زمین‌شناسی و دیرین‌شناسی اهل استرالیا بود. هیل اولین پروفسور زن در استرالیا و همین‌طور نخستین رئیس زن فرهنگستان علوم استرالیا بود. وی برندهٔ جوایزی همچون همکار انجمن سلطنتی شده است. دوروتی هیل در سال ۱۹۹۷ در سن ۸۹ سالگی درگذشت.

## تحصیلات
دوروتی هیل در تارینگا، کوئینزلند به عنوان سومین فرزند از ۷ فرزند والدینش به دنیا آمد و در بریزبن بزرگ شد. او در مدرسه دولتی کورپارو تحصیل کرد و سپس بورسیه تحصیلی برای حضور در مدرسه دخترانه بریزبن را دریافت کرد. او مدال طلای لیدی لیلی و جایزه یادبود فیلیس هابز را در درس‌های ربان انگلیسی و تاریخ در سال ۱۹۲۴ دریافت کرد. هیل یک ورزشکار زن مشتاق بود که در دبیرستان دو و میدانی و نت بال را دنبال می‌کرد و در خانه یک اسب سوار کارکشته بود. او در دانشگاه دانشگاه کوئینزلند در رشته‌های دوی با مانع، هاکی و قایقرانی شرکت کرد. او در تیم‌های هاکی دانشگاه کوئینزلند و تیم منتخب دانشگاه‌های استرالیا بازی کرد. او در دانشگاه کمبریج موفق به دریافت گواهینامه خلبانی شد. پس از دبیرستان، او تحصیل در رشته پزشکی را انتخاب کرد و برای ادامه تحصیل در زمینه تحقیقات پزشکی اقدام کرد. با این حال، در آن زمان، دانشگاه کوئینزلند به او مدرک پزشکی ارائه نکرد و خانواده هیل نیز نمی‌توانستند دوروتی را برای تحصیل به سیدنی بفرستند. خوشبختانه او یکی از بیست بورسیه ورودی دانشگاه کوئینزلند را در سال ۱۹۲۴ (پس از دریافت بالاترین نمره قبولی در آزمون ارشد عمومی) برنده شد، جایی که تصمیم گرفت در شاخه علوم، به ویژه شیمی تحصیل کند. او تحصیل در رشته زمین‌شناسی را انتخاب کرد و تحت راهنمایی پروفسور هنری کاسلی ریچاردز در سال ۱۹۲۸ با بالاترین درجه افتخارات و دریافت و مدال طلای دانشگاه بابت شایستگی که از خود نشان داد فارغ‌التحصیل شد. در کمبریج، هیل عضو کالج نیونهام و موزه سدویک بود و از سال ۱۹۳۱ تا ۱۹۳۳ از طرف یک انجمن تحقیقاتی دانشجویان قدیمی حمایت می‌شد، در حالی که همزمان بر روی مدرک دکترای خود زیر نظر استادش گرترود الس کار می‌کرد.

## فعالیت علمی
هیل به مدت هفت سال در انگلستان ماند و چندین مقاله مهم دربارهٔ مرجان شیپوری منتشر کرد که در آن ساختار و ریخت‌شناسی آنها را توصیف می‌کرد. پس از بازگشت هیل به استرالیا، او به تحصیل در دانشگاه کوئینزلند ادامه داد و در سال ۱۹۴۲ مدرک دکترای علوم خود را دریافت کرد. هنگامی که هیل به استرالیا بازگشت، وظیفه بزرگ قدمت گذاری صخره‌های مرجانی سنگ آهکی استرالیا را بر عهده گرفت و از آنها برای ترسیم چینه‌شناسی و و تولید مقالاتی در مورد جانوران مرجانی همه ایالت‌ها به جز استرالیای جنوبی ستفاده کرد. کار او بر روی مرجان‌ها بعداً به استاندارد جهانی در این زمینه تبدیل شد. او در اواخر سال ۱۹۷۲ از دانشگاه بازنشسته شد تا به دانشگاهیان جوان‌تر اجازه دهد تا فرصت خود را برای مدیریت داشته باشند. کرسی دوروتی هیل به افتخار او در رشته دیرین‌شناسی و چینه‌شناسی تأسیس شد. او مدت‌ها پس از بازنشستگی رسمی خود تا حدود سال ۱۹۸۷ به حضور در دانشگاه برای پیگیری تحقیقات علمی ادامه داد. در سال ۱۹۷۴ به پاس قدردانی از خدمات او در هیئت علمی، دکترای افتخاری حقوق را از دانشگاه دریافت کرد.